# 平卧羊耳蒜
平卧羊耳蒜（学名：Liparis chapaensis）为兰科羊耳蒜属下的一个种。

## 扩展阅读
- 維基物種上的相關：平卧羊耳蒜